# Missionários da Luz
Missionários da Luz é uma obra mediúnica de Francisco Cândido Xavier, que atribui a autoria a um espírito de nome André Luiz, editado pela FEB (Federação Espírita Brasileira) em 1945. É um relato de experiências pessoais vividas no Plano Espiritual, em sua grande maioria acompanhado por Alexandre, seu "instrutor".
Esta é a terceira obra da série do autor espiritual André Luiz, chamada de Série André Luiz composta de 16 livros. A Série André Luiz pode ser subdividida em duas partes: Coleção A Vida no Mundo Espiritual e Obras Complementares. Missionários da Luz é também a terceira obra da Coleção A Vida no Mundo Espiritual.

## Sinopse
Neste livro, André Luiz desvenda os segredos da reencarnação através da tarefa dos Espíritos missionários encarregados do processo do renascimento. É explicado que a morte física não é o fim e destaca a importância do esforço próprio na luta pelo autoaperfeiçoamento. Em vinte capítulos é discorrido sobre a continuação do aprendizado na vida espiritual, o perispirito como organização viva moldando as células materiais, a reencarnação orientada pelos Espíritos Superiores e aspectos diversos das manifestações mediúnicas. É ensinado, neste livro, que a Providência Divina concede sempre, ao homem, novos campos de trabalho, através da renovação incessante da vida por meio da reencarnação.
Uma das partes mais instrutivas do livro, é quando é descrito o processo reencarnatório detalhadamente. André Luiz acompanhou de perto tudo isso, desde o desenho do corpo, sua modelagem, feita pelos espíritos Construtores e sua inserção no ventre materno.
Missionários da Luz está incluído entre os dez melhores livros espíritas publicados no século XX, segundo pesquisa realizada em 1999 pela "Candeia Organização Espírita de Difusão e Cultura".